# Bianca - Wege zum Glück
Bianca - Wege zum Glück foi a primeira telenovela alemã composta em duzentos e vinte e quatro episódios, desenvolvida pela empresa de produção de TV Grundy UFA, e exibida entre 2004 e 2005 na ZDF. Foi protagonizada por Tanja Wedhorn, interpretando Bianca Berger, e Patrik Fichte, dando vida ao personagem Oliver Wellinghoff.